# Букреевка (Камышинский сельсовет)
Букреевка — деревня в Курском районе Курской области России. Входит в состав Камышинского сельсовета.

## География
Деревня находится в центральной части Курской области, в пределах южной части Среднерусской возвышенности, в лесостепной зоне, при автодороге 38К-018, на расстоянии примерно 6 километров (по прямой) к северо-востоку от города Курска, административного центра района и области. Абсолютная высота — 165 метров над уровнем моря.

### Улицы
В деревне улицы: Васильковая, Зелёная, Луговая, Родниковая, тупик Родниковый, Сиреневая, Солнечная и Широкая.

### Климат
Климат характеризуется как умеренно континентальный, с относительно жарким летом и умеренно холодной зимой. Среднегодовая температура воздуха — 5,5 °С. Средняя температура воздуха самого тёплого месяца (июля) — 18,7 °C (абсолютный максимум — 37 °С); самого холодного (января) — −9,3 °C (абсолютный минимум — −35 °С). Безморозный период длится около 152 дней. Среднегодовое количество атмосферных осадков составляет 587 мм, из которых 375 мм выпадает в период с апреля по октябрь. Снежный покров образуется в первой декаде декабря и держится в среднем 125 дней.

### Часовой пояс
Деревня Букреевка, как и вся Курская область, находится в часовой зоне МСК (московское время). Смещение применяемого времени относительно UTC составляет +3:00.

## Население
| 2002 | 2010 |
| ---- | ---- |
| 696  | ↘669 |

### Половой состав
По данным Всероссийской переписи населения 2010 года в половой структуре населения мужчины составляли 44,2 %, женщины — соответственно 55,8 %.

### Национальный состав
Согласно результатам переписи 2002 года, в национальной структуре населения русские составляли 98 %.

## Инфраструктура
Личное подсобное хозяйство. СНТ Журавушка и СНТ Связист. В деревне 483 дома.

## Транспорт
Букреевка находится в 9 км от автодороги федерального значения М2 «Крым» (часть европейского маршрута E 105), при автодорогах регионального значения 38К-018 (Курск — Поныри) и межмуниципального значения 38Н-724 (38К-018 — Чурилово), в непосредственной близости от ж/д остановочного пункта 521 км (линия Орёл — Курск).
В 133 км от аэропорта имени В. Г. Шухова (недалеко от Белгорода).